# Hans van Coevorden
Hans van Coevorden (Hardenberg, 1946) is een Nederlands beeldhouwer.

## Leven en werk
Van Coevorden volgde de opleiding bouwkunde aan de mts. Hij is als beeldhouwer autodidact. Hij maakt abstracte en figuratieve beelden, veelal mensfiguren. Hij werkte aanvankelijk in hout, later in natuursteen en marmer.
Tijdens een expositie in de jaren 60 leerde hij zijn vrouw Truus Simons kennen, zij kreeg bekendheid als gospelzangeres. Het gezin woonde in Zwolle, Nijeholtpade en Paramaribo. In Suriname zetten zij zich in voor de opvang van met hiv besmette kinderen.

## Enkele werken
- 1985 zittend meisje, Voorstraat, Poeldijk
- 1985 Sint Bonifatius, Markt, Dokkum
- 1985 doopvont voor de Stephanuskerk (Oldeholtpade)
- 1990 Ahava (Liefde), beeld van het echtpaar Denneboom-Meijers. Staat sinds 2017 bij de Gasthuishof (Doesburg).[3]
- 1997 De hand, Oldemarkt
- 1998 grafmonument Euverman op de Algemene Begraafplaats Kranenburg[4]
- 1999 plaquette met portret van Diederik Sonoy, Kerkstraat, Blokzijl
- 2003 plaquette met portret van Maarten Harpertszoon Tromp, Prins Willem III-plein, Ter Heijde
- 2002 Tribunaal der dieren (monument MKZ-crisis (2001)), Dorpsplein, Nijbroek
- voor 2009 De vier evangelisten, bij de Grote of Sint-Nicolaaskerk (Elburg)
- De takkemaeker, Binnenweg, Nijeholtpade
- Geloof, hoop en liefde, op het Rooms-Katholiek Kerkhof (Zwolle)

## Fotogalerij

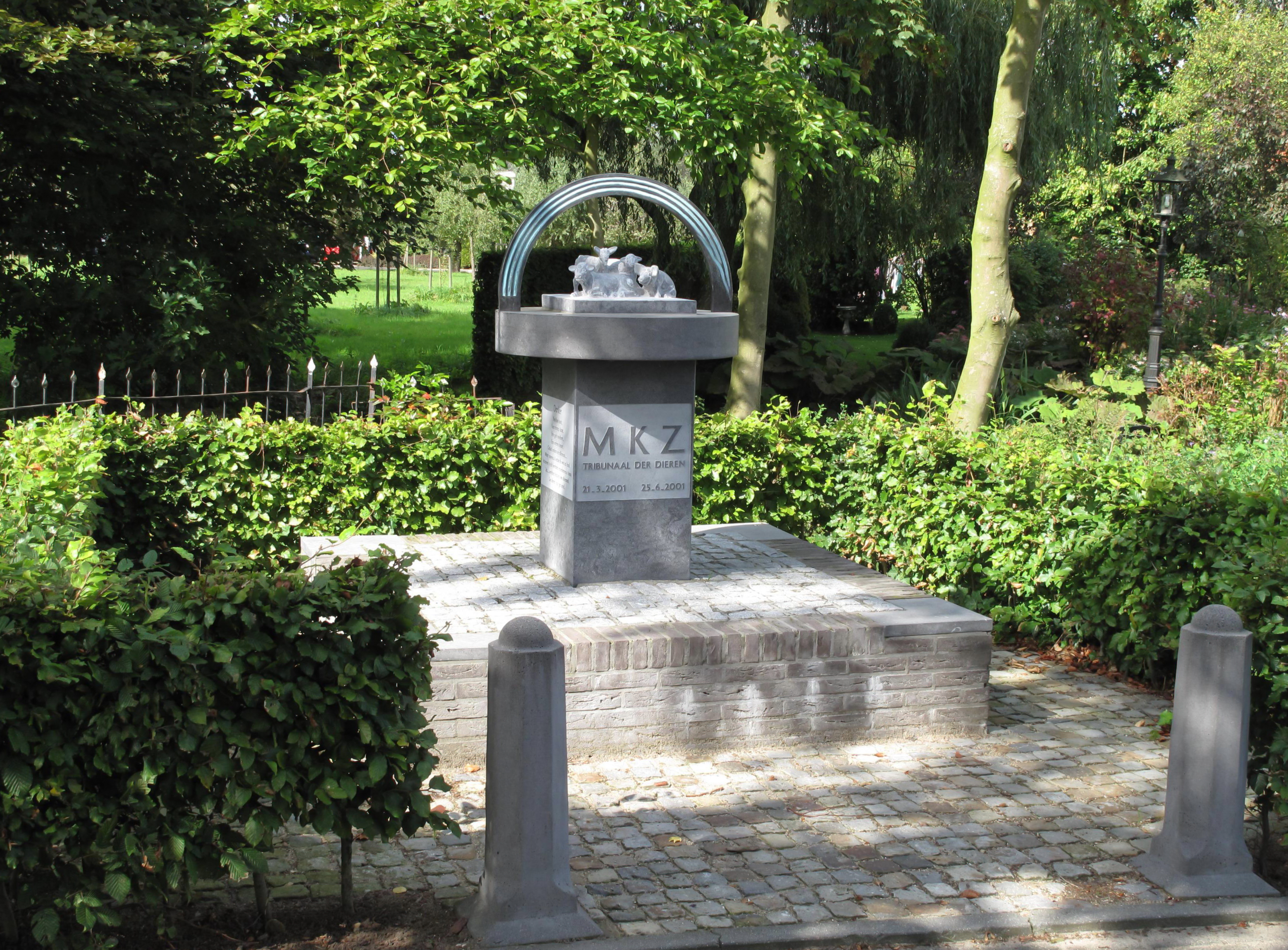
Monument MKZ-crisis (2001), Nijbroek
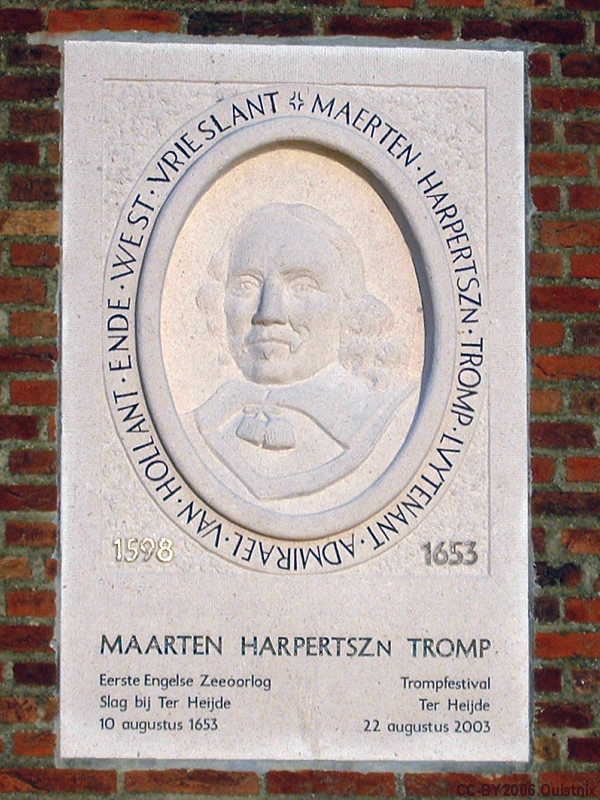
Tromp-plaquette (2003), Ter Heijde
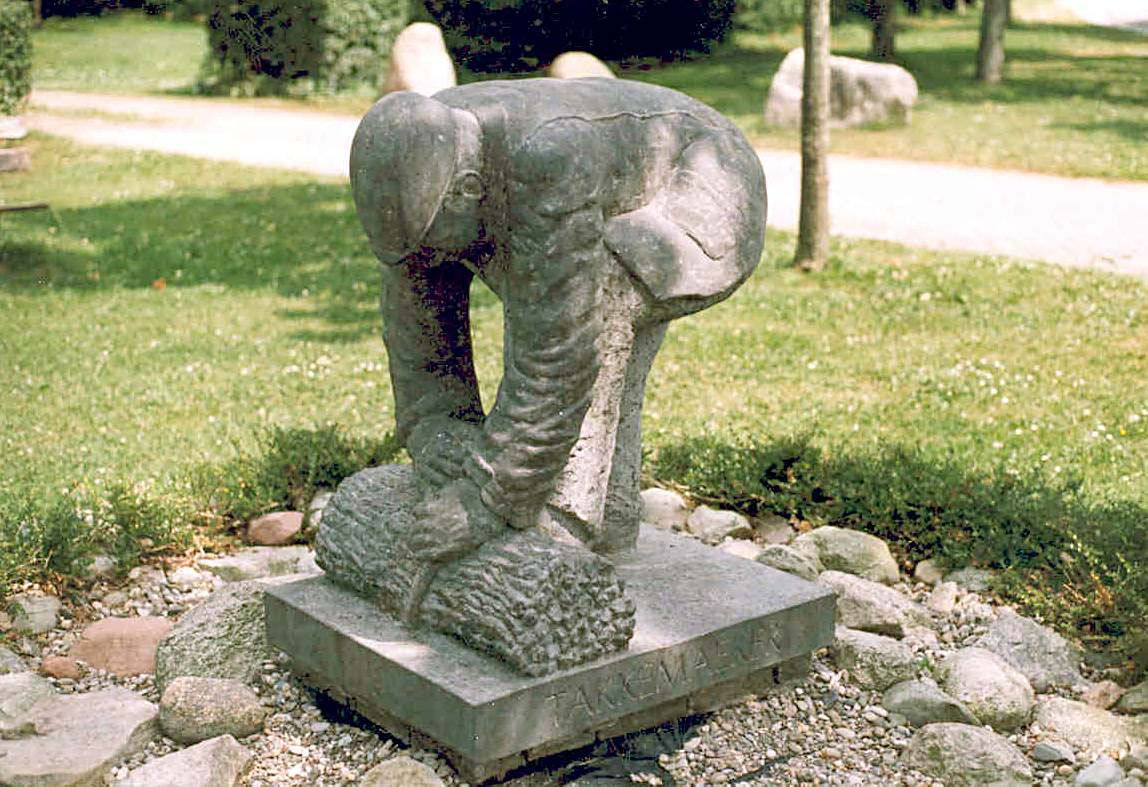
De takkemaeker, Nijeholtpade

- RKD-Nederlands Instituut voor Kunstgeschiedenis: 17524